# Regió Central (Camerun)
Regió del Centre és una de les deu regions de la República de Camerun. La seva capital és la ciutat de Yaoundé.

## Departaments
Aquesta regió posseeix una subdivisió interna composta pels següents departaments:
1. Haute-Sanaga
2. Lekié
3. Mfoundi
4. Mbam-et-Inoubou
5. Mbam-et-Kim
6. Mefou-et-Afamba
7. Mefou-et-Akono
8. Nyong-et-Kéllé
9. Nyong-et-Mfoumou
10. Nyong-et-Soo

## Territori i població
La regió Centre té una superfície de 68.926 km². Dins de la mateixa resideix una població composta per 2.672.533 persones (xifres del cens de l'any 2005). La densitat poblacional dins d'aquesta província és de 38,77 habitants per km².